# Maria Haraldsdotter
Maria Haraldsdotter (em norueguês:  Maria Haraldsdatter; m. 25 de setembro de 1066) foi uma princesa norueguesa, filha do rei Haroldo Hardrada e Isabel de Quieve. É a primeira norueguesa conhecida a ser chamada de Maria.
De acordo com Heimskringla, Maria, juntamente com sua irmã Ingegerda, e sua mãe, acompanharam Haroldo em sua expedição à Grã-Bretanha em 1066. Entretanto ambas foram deixadas para trás nas Órcades, onde Haroldo reuniu reforços. Antes da batalha de Stamford Bridge, na qual o rei norueguês foi morto, ele a tinha prometido em casamento a Eystein Orre (irmão de sua concubina ou segunda esposa Tora Torbergsdatter), que também morreu em Stamford Bridge. Quando Olavo Kyrre, o filho do rei, e o resto da sua frota chegou nas Órcades, souberam que Maria, de repente, faleceu no mesmo dia que seu pai tinha morrido em batalha.